# Deutsche Freie-Partie-Meisterschaft 1971/72

Veranstaltungsort: Essen

Die Deutsche Freie-Partie-Meisterschaft 1971/72 ist eine Billard-Turnierserie und fand vom 14. bis zum 16. April 1972 in Altenessen zum 15. Mal statt.

## Geschichte
Nach einigen sehr guten Platzierungen hat es der Düsseldorfer Dieter Wirtz endlich geschafft. Er wurde erstmals Deutscher Meister. In der letzten Partie des Turniers gegen den punktgleichen Klaus Hose siegte er nach einem Rückstand von 17:151 durch eine Schlussserie von 483 Punkten. Nachdem der Berliner Dieter Müller und dem Düsseldorfer Siegfried Spielmann nicht mehr an Meisterschaften in der Freien Partie teilnahmen, konnten sich mit Paul Kimmeskamp ein neuer Sportler auf das Siegerpodest freuen.

## Modus
Gespielt wurde im Round-Robin-Modus bis 500 Punkte. Die Endplatzierung ergab sich aus folgenden Kriterien:
1. Matchpunkte
2. Generaldurchschnitt (GD)
3. Höchstserie (HS)

## Abschlusstabelle
| MP    | Match Points (Sieger = 2; Unentschieden = 1; Verlierer = 0) |
| Pkte. | Erzielte Karambolagen                                       |
| Aufn. | Benötigte Versuche                                          |
| GD    | Generaldurchschnitt                                         |
| BED   | Bester Einzeldurchschnitt eines Spielers                    |
| HS    | Höchstserie                                                 |
|       | Bester GD des Turniers                                      |
|       | Bester ED des Turniers                                      |
|       | Beste HS des Turniers                                       |
|       | 1. Platz (Gold)                                             |
|       | 2. Platz (Silber)                                           |
|       | 3. Platz (Bronze)                                           |

| Klassement                 | Klassement                               | Klassement | Klassement | Klassement | Klassement | Klassement | Klassement |
| Platz                      | Name                                     | MP         | Pkte.      | Aufn.      | GD         | BED        | HS         |
| -------------------------- | ---------------------------------------- | ---------- | ---------- | ---------- | ---------- | ---------- | ---------- |
| 1                          | Dieter Wirtz (Düsseldorf)                | 12:2       | 3427       | 32         | 107,09     | 500,00     | 737        |
| 2                          | Klaus Hose (Bochum)                      | 10:4       | 2819       | 32         | 88,09      | 250,00     | 500        |
| 3                          | Paul Kimmeskamp (Bochum)                 | 8:6        | 2379       | 38         | 62,60      | 250,00     | 451        |
| 4                          | Werner Naruhn (Gelsenkirchen)            | 6:8        | 2367       | 50         | 47,34      | 166,66     | 465        |
| 5                          | Heinz Ohagen (Essen)                     | 6:8        | 1905       | 47         | 40,53      | 100,00     | 376        |
| 6                          | Peter Sporer (München)                   | 5:9        | 2603       | 42         | 61,97      | 125,00     | 450        |
| 7                          | Matthias Metzemacher (Bergisch Gladbach) | 5:9        | 2509       | 47         | 53,38      | 500,00     | 512        |
| 8                          | Wolfgang Matz (Düsseldorf)               | 4:10       | 1958       | 48         | 40,79      | 166,66     | 451        |
| Turnierdurchschnitt: 59,42 |                                          |            |            |            |            |            |            |